# Улица Нигулисте
Улица Ни́гулисте (эст. Niguliste tänav), в царское время улица Никкола (эст. Nikkola ulits — «Николаевская», нем. Nicolaistraße, Nikolaistraße), улица Ниголас (эст. Nigolas uulits), Липовая улица, Липовая Городская улица — короткая (140 метров) улица в историческом районе Старый город Таллина (Эстония), соединяет улицы Ратаскаэву, Рюйтли, Люхике-Ялг и улицы Харью, Кулласепа, Кунинга.

## История

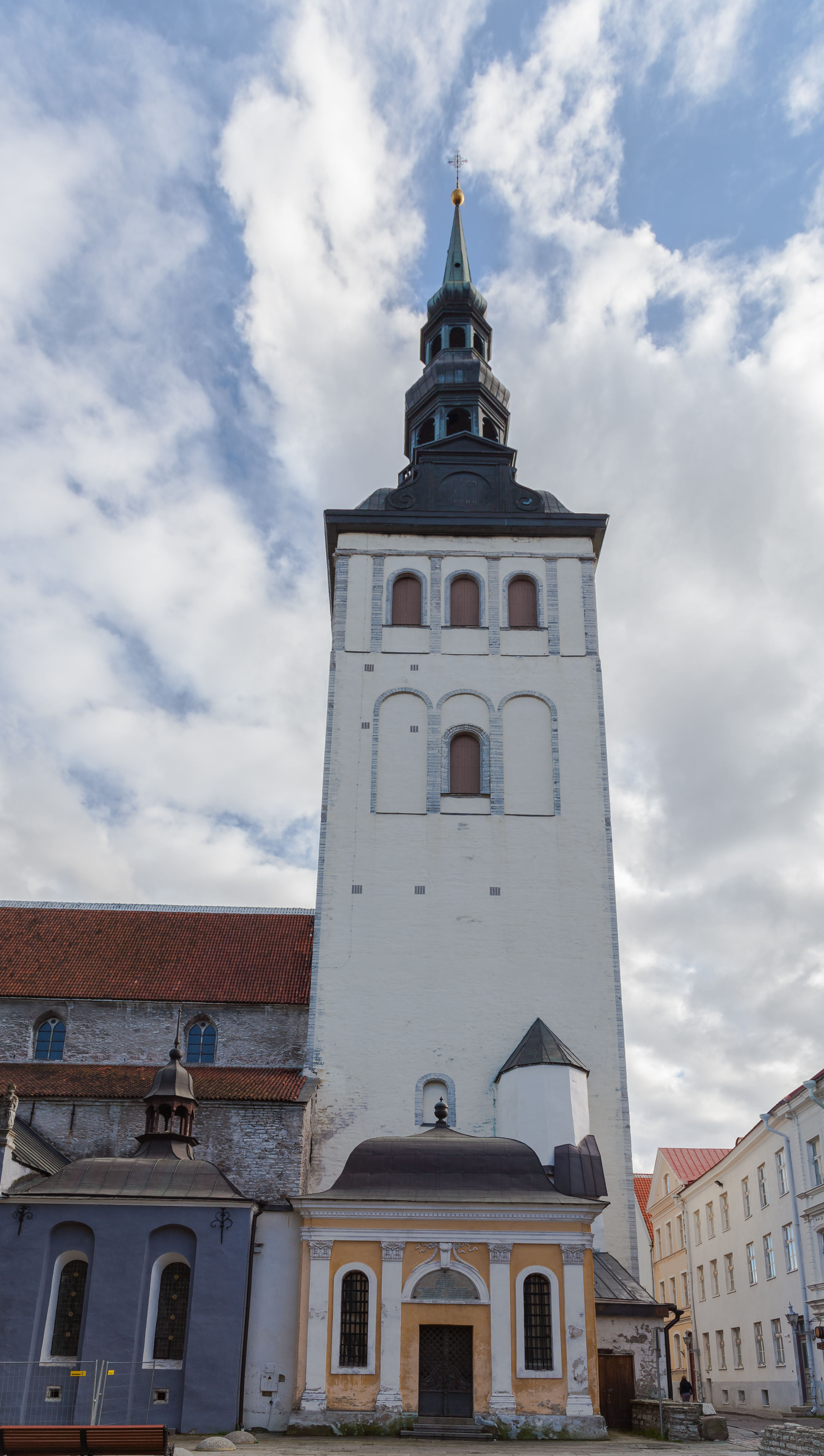
Церковь Нигулисте

Названа по церкви Нигулисте, располагающейся на улице. Церковь впервые упоминается в 1316 году, однако считается, что она существовала уже на сто лет ранее. Германская колония на территории, прилегающей к церкви, известна с 1230 года.
На российских дореволюционных картах города указывалась как Липовая. 
В период с 1948 по 1987 год улица была объединена с улицей Кунинга под общим наименованием — Нигулисте.

## Застройка
Жилая застройка нечётной стороны улицы погибла при бомбардировке Таллина советской авиацией 9 марта 1944 года.
- Дом 2 — жилой дом (архитектор Илмар Лаази, 1949—1953).
- Дом 3 — церковь Нигулисте.

## Достопримечательности
Памятник писателю Эдуарду Вильде (1965, скульптор Альберт Эскель и архитектор Аллан Мурдмаа).